# 風の大地
『風の大地』（かぜのだいち）は、原作：坂田信弘、作画：かざま鋭二による日本の漫画。『ビッグコミックオリジナル』（小学館）にて1990年～2022年に連載。話数カウントは「Round.○」。1993年、第39回小学館漫画賞青年一般部門を受賞。
『ビッグコミックオリジナル』2022年12号（第763話）を最後にかざまの抗がん剤療養のため休載、同年10月2日にかざまが死去した。同16号からはリバイバルを掲載。同24号にて第764話が掲載され（全英オープン最終日16番ホール第2打）、絶筆作品となった。

## あらすじ
1. プロテスト（コミックス1巻～4巻）
2. アジアサーキット～日本ツアー（同5巻～12巻）
3. 全英オープン（ターンベリー）（同13巻～19巻）
4. 全米プロ（同20巻～25巻）
5. 賭けゴルフ（同26巻～28巻）
6. 交通事故～ドバイ・デザート・クラシック（同29巻～35巻）
7. マスターズ～リハビリ（同36巻～50巻）
8. 笠崎プロテスト（同51巻～55巻）
9. オーストラリアオープン～モロッコ（同56巻～63巻）
10. 7年間の空白～全英オープン（セント・アンドリュース）（同64巻～84巻、未完） ※2022年7号掲載作品まで単行本収録。同8号～11号、24号は単行本未収録。

## 登場人物
沖田圭介（おきた けいすけ）
本作の主人公。 家庭の事情から京都大学を中退し、24歳の時に鹿沼カントリークラブの研修生として所属する。当初は全くの素人であったが多くの理解者と持ち前の努力で、ゴルフを始めてわずか1年でプロテストに参加者で唯一合格（これは現実的には不可能であり、作中でも早くて2年、長くて5年と言われている）。プロ入り後はアジアサーキット内のタイオープンで初優勝。その後も、アジアサーキットで4位、全英オープン、全米プロでそれぞれ2位、オランダオープン、ドバイ・デザート・クラシック、サン・クロレラクラシックで優勝を飾るなど、輝かしい戦績を誇る。
プロ前の研修生時代に栃木県の研修会でティーショットを300ヤード以上飛ばしたり（この際、ゲン担ぎに9ホール連続で使っていたボールがパンクして、中身の繊維が剥き出しになった）、プロ入りして全英オープンに出場し400ヤード近くまでティーショットを打ってきたり、ドバイ・デザート・クラシックでは最終日の最終ホールでティーショットを395ヤード、マスターズでも最終日の2ホール目で570ヤードPAR5をティーショットで380ヤード以上飛ばすなど、非常に人間離れした身体能力を持つロングヒッターである。それのみならず、技術面でも全米プロの最終日の最終の197ヤードのホールで2度旗に当たるショットを打つ等、技術も高い。性格は途中まで表情が多く、負けず嫌いな性格が顔に表れるような性格であったが、アジアサーキット以降そのようななりは潜めるようになり、温厚で冷静沈着な性格となる。しかし負けず嫌いな性根自体は健在であり、ゴルフや故郷、自身の知人友人家族を馬鹿にするものには静かに激昂し、相手を無言で威圧する程の気迫を放つ。
- 主要人物

物部麗子（もののべ れいこ）
本作のヒロインであり、沖田の恋人、配偶者。宇都宮の大寛神社の一人娘であり、宇都宮大学を卒業後は毎朝新聞社に入社。マスターズ以降は記者として同社OBの木曽の指導のもと、主に沖田に付きゴルフ記事を執筆。コミックス5巻で登場、62巻で沖田と結婚。雅樹・寛子の2児をもうける。
笠崎孝（かさざき たかし)
沖田の先輩研修生であり、通称「夜這いの孝チャン」。陽気で人情に篤い好人物。プロテスト前に鹿沼で落雷に合い、イップスに陥ったことがある。先にプロ入りした沖田、プロ入りを諦めた長谷川、石原を尻目に研修生として奮闘するが、沖田と共に交通事故に遭い、長いリハビリを余儀なくされる。最後と決めたプロテストに不慮の事故により失敗し、鹿沼CCを退職。その後、福井県の永平寺にて仏門に入る。宇賀神亡き後の沖田にとっては、数少ない友にしてゴルフの同志であり、互いに強く信頼し合う存在。セント・アンドリュースでの全英オープン最終日に沖田のキャディを務める。
石倉三郎（いしくら さぶろう)
通称「土建屋」。鹿沼CC会員で、沖田たち研修生のよき理解者。マスターズに笠崎と同行して現地観戦する。当時は経営する会社が倒産危機にあったが、それに気付いた沖田の金銭的支援により救われ、その後会社は再建する。セント・アンドリュースでの全英オープン3日目に沖田のキャディを務める。
宇賀神正行（うがじん まさゆき）
鹿沼CCに所属する料理人で、自身も以前は研修生であったが25歳でプロ入りを諦めた。小針プロと共に沖田の理解者であり、よき兄貴分。沖田のプロ入りを自身の夢とし、多くの助言や箴言を与えた。沖田のプロテスト直前には、自身が娘の次に宝物だと豪語していたジャック・ニクラウスからもらったマクレガーのドライバーを沖田に譲るが、肝臓癌に侵されていることが判明し、沖田のプロテスト当日に死去する。その後は沖田の回想と共に雲の形になるなど度々登場している。家族は、妻と娘のさやか。なお妻は宇賀神の死後、身ごもっていた子供とさやかと共に鹿沼を後にする。
小針春芳（こばり はるよし）
那須ゴルフ倶楽部に所属する実在のプロで、沖田の師匠。練習用ボールを見ただけで沖田の才能を見抜き、後にゴルフセット一式を贈るなどしている。アプローチの能力に長けており、宇賀神らからは神様と呼ばれる。後の小川らとの賭けゴルフでは、後半のホールを沖田と共に戦い抜いた。
支配人
鹿沼CCの支配人。研修生たちには温厚な態度で接するが、時に激しく叱咤激励することもある。
石原建
鹿沼CCに所属する研修生であったが、9年間プロテストに合格できず、支配人によってキャディマスター見習いにさせられる。当初は未練を残していたが、沖田のゴルフに衝撃を受けプロ入りを諦める。その後はキャディマスターとなり、後に鹿沼CCで経理担当の美代子と結婚。
小平孝（こだいら たかし）
鹿沼CCのグリーンマスター。高橋明美の父。仕事一筋の頑固人間ではあるが、研修生たちの為に速いグリーン対策として自らグリーンの芝を短くしたり、沖田たちの賭けゴルフ相手の傲慢なやり口に激怒して、翌日からの管理を無視してでも強引にグリーンを早くしたりと、侠気に篤い人間である。
- プロテスト～日本ツアー～アジアサーキット編

長谷川博（はせがわ ひろし）
沖田の先輩研修生。ただし年齢は1つ下にあたる。9歳からゴルフを始めた、名門・日本大学ゴルフ部出身のエリートゴルファー。技術は高いものの、傲慢かつ自尊心の高い性格で、鹿沼の人間をどこか見下している。故に年寄り衆からの評判は良くなく、プロテストへ向かう沖田と笠崎を送るドライバーから長谷川にだけは負けるなと釘をさされるほど。特に沖田には自身を超える成長ぶりに強い嫉妬心を見せており沖田も当初は挑発に乗せられることもあったが、沖田のキャディを務めたことが切っ掛けで和解する。鹿沼CCのグリーンマスター・小平の娘で、同じく鹿沼CCでキャディとして働く高橋明美と不倫していたが、後に明美は離婚。プロ入りを諦めた自身と共に北海道に旅立った。
チッタ
アジアサーキットを沖田と共に戦い抜いたフィリピン人キャディ。19歳。熱くなりやすいタイプで、これまでも雇用主と諍いを繰り広げてきたが、沖田の戦いに感化され彼とは一心同体のキャディとなる。両親、妻子、妹との6人暮らしで、アジアサーキットを転戦する話が出た時は当面の生活費の捻出に頭を悩ませていた。
呂西釣（ろ せいきん）
実在する台湾のトッププロ。沖田との競り合いの末、フィリピンオープンで優勝。タイオープンではプレーオフの末に沖田に敗れる。
ロジャー・デービス
オーストラリア出身で、世界アマ選手権2位という記録を残した後プロ入り。後に全英オープンにマンデーから出場し、沖田の第一ショットに衝撃を受ける。オーストラリアオープンで沖田と一年ぶりの再会。
ボビー・ブロー
アジアサーキットにマンデー1位で出場したアメリカ人プロ。沖田、ロジャーと共にアジアサーキットを転戦する。沖田たちとは異なり、刻みが身上の堅実なゴルフをするが、時に熱くなることもある。
リン
バンコクで沖田が知り合った華僑の御曹司。沖田のクラブ修理を手配させたり、自信喪失したチッタの手助けにタクシードライバーを手向けたり、サンドイッチを持って来させたりするなど、タイオープンを通して良き協力者となる。
トカター
リンの妹。チュラロンコーン大学在籍。沖田に想いを寄せるが叶うことなく終わる。
尾崎将司（おざき まさし）
実在する日本のトッププロ。ダンロップオープン、日本オープンを沖田と共に争い、それぞれ3位と優勝の記録を残している。全英オープンにも出場していたが、結果は不明。
杉原輝雄（すぎはら てるお）
実在する日本のプロ。アプローチを得意としており、ダンロップオープンでは優勝している。
- 全英オープン（ターンベリー）編

リリィ・マクガン
伝説の名キャディ、ダグ・マクガンの孫娘。かつてはあるプロとツアーを転戦していたが、彼の裏切りにより男性不信となる。兄の経営するホテルの宿泊者となった沖田のキャディを務めることとなり、当初は沖田をも不信の目で見ていたが、ラウンドを通じてプロゴルファーとしての沖田を理解し、またそれ以上の好意を抱く。全英オープン終了後に不慮の交通事故に遭い、脳内出血により21歳で死去する。絵画の才能があり、ハーバー侯爵の求めによりテーブルに即興で描いた絵をモチーフとして発表された服がリリィの死後に発表されてヨーロッパファッション界を騒然とさせたとの記述がある。
トム・カイト
実在するアメリカ人プロ。全英オープンの初日に沖田と同組になる。
マーク・エステス
アイルランド出身のプロ。デービスのツアー仲間。全英オープンに出場。実績のない自分たちマンデー出場選手をラビットに例えた。
グレッグ・ノーマン
実在するオーストラリア人プロ。全英オープンで優勝、全米プロで4位の記録を残している。
河内俊一郎（かわち しゅんいちろう）
かつてはシード権を有するプロだったが、故障をきっかけにシード権を剥奪され、メーカーからも契約を切られた。そのことから人間不信に陥っており、傲慢な性格である。ターンベリーでの全英オープンにはマンデーから出場し、3日目には沖田と共にプレイするが、沖田のリリィへの態度に怒り、ゴルフクラブで右手甲を叩くなどしている。その後18番ホールで6オーバーもの大叩きをし、大幅に順位を下げるが、4日目には驚異的な追い上げを見せ、最終的には3位でホールアウトした。龍志(たつし)という息子がおり、離婚した妻が引き取っていた。その後のセント・アンドリュースでの全英オープンでは、龍志をキャディとして再登場する。
- 全米プロ編

シルバー・スコット・ウォーレンV世
第20巻より登場。アマで115戦111勝、プロで7戦全勝の戦績を持ち、天才という称号をほしいままにしているアメリカ人ゴルファー。当初は傲慢かつ尊大な性格で、沖田の実力を軽視し、それに警鐘を鳴らしたキャディを解雇しようとしていたが、沖田の異様な追い上げと、沖田が最後に取ったフェアプレーによって決着がつかなかった（リーマンが優勝した）ことから、試合後はその考えを改める。アメリカ一の石油会社からデパートまで所有するウォーレン財閥の御曹司であり、恋人にドナ・ギャラハンがいる（彼女もまた、裕福な家庭である）が、後に継承権を放棄する。以降沖田の友人にして良きライバルとして、ドバイ・デザートクラシックでアベル・コスタと、マスターズではブラッド・オーウェンとアベル・コスタらと共に死闘を繰り広げ、マスターズでは優勝している。
グレゴリー・オースティン
かつては伝説的なサックスプレイヤーであったが、ある理由から15年間隠遁しており、沖田と出逢うまでは黒人街の場末のジャズバーで演奏していた。ゴルフの技術にも長けており、元はコングレッショナルカントリークラブの会員である。そのため、コースの癖と「会員の癖」は知り尽くしている。全米プロ15年前に、グレゴリーのキャディだった少年がライバルであったピッカートン議員の現金を盗んだことにより、表舞台から姿を消していたが、沖田との戦いで徐々に情熱を取り戻していく。その後作品を発表し、それは全米を揺るがす大ヒットとなった。後にニューヨークに移り住んでいる。
トム・リーマン
全米プロの優勝者のアメリカ人プロ。ホールアウト時点では沖田、ウォーレンに次いで3位であったが、彼らがスコアを崩したことにより繰り上げで優勝した。
- 賭けゴルフ編

堀田　議員生活20年の政治家。ハンディ１の腕前。
小川　同じくハンディ１の腕前。
宮寺一人　元プロゴルファー。小針の最初の弟子だったが、7年前にプロ協会を除名になった。
- ドバイ・デザート・クラシック編

ジム・ウィリー
アラン・ベネット
アベル・コスタ
- マスターズ～リハビリ編

杉山健三
オールド・ジョー
ブラッド・オーウェン
クレッグ・オーウェン
ドクター・コォ
ドクター・ローズ
- オーストラリアオープン～モロッコ編

マイケル・ネルソン
ステファン・ネルソン
フレディー・シューター
シューターの父
チャールズ・バリー
陳
- 全英オープン（セント・アンドリュース）編

アンガス・バトラー
ルイス
ルディ
エギル・エリクソン
セザンヌ・マクガン（スージー）
ポール・コフマン
リック・スチュワート

## 書誌情報
- 坂田信弘（原作） ・ かざま鋭二（作画） 『風の大地』 小学館〈ビッグコミックス〉、既刊84巻[9]

1. 1991年3月30日発売、ISBN 4-09-182461-7
2. 1991年7月30日発売、ISBN 4-09-182462-5
3. 1991年11月30日発売、ISBN 4-09-182463-3
4. 1992年7月30日発売、ISBN 4-09-182464-1
5. 1992年12月19日発売、ISBN 4-09-182465-X
6. 1993年5月29日発売、ISBN 4-09-182466-8
7. 1993年10月29日発売、ISBN 4-09-182467-6
8. 1994年3月30日発売、ISBN 4-09-182468-4
9. 1994年7月30日発売、ISBN 4-09-182469-2
10. 1995年1月30日発売、ISBN 4-09-182470-6
11. 1995年7月29日発売、ISBN 4-09-183681-X
12. 1995年12月19日発売、ISBN 4-09-183682-8
13. 1996年5月30日発売、ISBN 4-09-183683-6
14. 1996年9月30日発売、ISBN 4-09-183684-4
15. 1996年12月19日発売、ISBN 4-09-183685-2
16. 1997年4月30日発売、ISBN 4-09-183686-0
17. 1997年8月30日発売、ISBN 4-09-183687-9
18. 1997年12月19日発売、ISBN 4-09-183688-7
19. 1998年2月26日発売、ISBN 4-09-183689-5
20. 1998年7月30日発売、ISBN 4-09-183690-9
21. 1998年11月30日発売、ISBN 4-09-185211-4
22. 1999年5月29日発売、ISBN 4-09-185212-2
23. 1999年9月30日発売、ISBN 4-09-185213-0
24. 2000年3月30日発売、ISBN 4-09-185214-9
25. 2000年6月30日発売、ISBN 4-09-185215-7
26. 2000年11月30日発売、ISBN 4-09-185216-5
27. 2001年4月26日発売、ISBN 4-09-185217-3
28. 2001年9月29日発売、ISBN 4-09-185218-1
29. 2002年1月30日発売、ISBN 4-09-185219-X
30. 2002年4月26日発売、ISBN 4-09-185220-3
31. 2002年7月30日発売、ISBN 4-09-186531-3
32. 2003年2月28日発売、ISBN 4-09-186532-1
33. 2003年6月30日発売、ISBN 4-09-186533-X
34. 2003年9月30日発売、ISBN 4-09-186534-8
35. 2004年2月28日発売、ISBN 4-09-186535-6
36. 2004年9月30日発売、ISBN 4-09-186536-4
37. 2005年2月28日発売、ISBN 4-09-186537-2
38. 2005年6月30日発売、ISBN 4-09-186538-0
39. 2005年9月30日発売、ISBN 4-09-186539-9
40. 2005年12月26日発売、ISBN 4-09-186540-2
41. 2006年5月30日発売、ISBN 4-09-180388-1
42. 2006年9月29日発売、ISBN 4-09-180744-5
43. 2007年2月28日発売、ISBN 978-4-09-181096-0
44. 2007年7月30日発売、ISBN 978-4-09-181384-8
45. 2007年12月26日発売、ISBN 978-4-09-181578-1
46. 2008年4月26日発売、ISBN 978-4-09-181889-8
47. 2008年8月29日発売、ISBN 978-4-09-182139-3
48. 2008年11月28日発売、ISBN 978-4-09-182247-5
49. 2009年4月30日発売、ISBN 978-4-09-182489-9
50. 2009年9月30日発売、ISBN 978-4-09-182627-5
51. 2010年3月30日発売、ISBN 978-4-09-183095-1
52. 2010年8月30日発売、ISBN 978-4-09-183390-7
53. 2011年3月30日発売、ISBN 978-4-09-183727-1
54. 2011年7月29日発売、ISBN 978-4-09-184015-8
55. 2011年12月27日発売、ISBN 978-4-09-184200-8
56. 2012年3月30日発売、ISBN 978-4-09-184308-1
57. 2012年7月30日発売、ISBN 978-4-09-184516-0
58. 2012年11月30日発売、ISBN 978-4-09-184784-3
59. 2013年3月29日発売、ISBN 978-4-09-185067-6
60. 2013年9月30日発売、ISBN 978-4-09-185427-8
61. 2013年12月27日発売、ISBN 978-4-09-185713-2
62. 2014年5月30日発売、ISBN 978-4-09-186223-5
63. 2014年10月30日発売、ISBN 978-4-09-186578-6
64. 2015年4月30日発売、ISBN 978-4-09-186898-5
65. 2015年9月30日発売、ISBN 978-4-09-187239-5
66. 2015年12月28日発売、ISBN 978-4-09-187547-1
67. 2016年4月28日発売、ISBN 978-4-09-187603-4
68. 2016年9月30日発売、ISBN 978-4-09-187794-9
69. 2017年4月28日発売、ISBN 978-4-09-189420-5
70. 2017年10月30日発売、ISBN 978-4-09-189729-9
71. 2018年3月30日発売、ISBN 978-4-09-189827-2
72. 2018年8月30日発売、ISBN 978-4-09-860072-4
73. 2018年11月30日発売、ISBN 978-4-09-860141-7
74. 2019年3月29日発売、ISBN 978-4-09-860251-3
75. 2019年8月30日発売、ISBN 978-4-09-860391-6
76. 2019年10月30日発売、ISBN 978-4-09-860452-4
77. 2020年4月27日発売、ISBN 978-4-09-860606-1
78. 2020年7月30日発売、ISBN 978-4-09-860688-7
79. 2020年11月30日発売、ISBN 978-4-09-860775-4
80. 2021年4月30日発売、ISBN 978-4-09-861033-4
81. 2021年9月30日発売、ISBN 978-4-09-861154-6
82. 2022年2月28日発売、ISBN 978-4-09-861257-4
83. 2022年6月30日発売、ISBN 978-4-09-861326-7
84. 2022年8月30日発売、ISBN 978-4-09-861442-4

- 『風の大地 全英オープン編』 小学館〈ビッグコミックススペシャル〉全5巻[10] - 全英オープン編のみ再収録したもの。カラーイラストも収録。

## 参考書籍
- 『ビッグコミックオリジナル』2022年16号（2022年8月20日号）、小学館、2022年8月5日、JAN 4910274730823。
- 『ビッグコミックオリジナル』2022年24号（2022年12月20日号）、小学館、2022年12月5日、JAN 4910274731226。